# DDR-Meisterschaften im Biathlon 1981
Die DDR-Meisterschaften im Biathlon wurden 1981 zum 23. Mal ausgetragen und fanden vom 12. bis 15. März in Oberwiesenthal statt. Sowohl Frank Ullrich als auch Matthias Jacob gewannen ihre ersten Titel in Einzel-Rennen bei DDR-Meisterschaften. Nach sieben sieglosen Jahren konnte der ASK Vorwärts Oberhof wieder den Titel im Staffelrennen erringen. Es war die zweite Meisterschaft der Vereinsstaffel. Damit wurden Ullrich und Jacob Doppelmeister.

## Einzel (20 km)
| Platz | Sportler        | Verein               | Schießfehler | Zeit    |
| ----- | --------------- | -------------------- | ------------ | ------- |
| 1     | Frank Ullrich   | ASK Vorwärts Oberhof | 2            | 1:12:14 |
| 2     | Andreas Göthel  | SG Dynamo Zinnwald   | 3            | 1:14:34 |
| 3     | Torsten Weigelt | ASK Vorwärts Oberhof | 2            | 1:16:47 |
| 4     | Bernd Hellmich  | ASK Vorwärts Oberhof | 4            | 1:16:54 |
| 5     | Gerd Kadner     | SG Dynamo Zinnwald   | 3            | 1:17:55 |
| 6     | Andre Schreiber | SG Dynamo Zinnwald   | 5            | 1:18:35 |

## Sprint (10 km)
| Platz | Sportler       | Verein               | Schießfehler | Zeit  |
| ----- | -------------- | -------------------- | ------------ | ----- |
| 1     | Matthias Jacob | ASK Vorwärts Oberhof | 1            | 34:36 |
| 2     | Frank Ullrich  | ASK Vorwärts Oberhof | 2            | 35:41 |
| 3     | Eberhard Rösch | SG Dynamo Zinnwald   | 3            | 35:47 |
| 4     | Andreas Göthel | SG Dynamo Zinnwald   | 2            | 36:23 |
| 5     | Walter Oetzel  | SG Dynamo Zinnwald   | 3            | 36:27 |
| 6     | Peter Eckstein | SG Dynamo Zinnwald   | 2            | 36:42 |

## Staffel (3 × 7,5 km)
| Platz | Verein                  | Sportler                                     | Schießfehler | Zeit    |
| ----- | ----------------------- | -------------------------------------------- | ------------ | ------- |
| 1     | ASK Vorwärts Oberhof I  | Mathias Jung Matthias Jacob Frank Ullrich    | –            | 1:06:38 |
| 2     | SG Dynamo Zinnwald II   | Andreas Göthel Gerd Kadner Eberhard Rösch    | 1            | 1:08:10 |
| 3     | ASK Vorwärts Oberhof II | Gerd Schulz Torsten Weigelt Bernd Hellmich   | 3            | 1:10:52 |
| 4     | SG Dynamo Zinnwald I    | Walter Oetzel Andre Schreiber Peter Eckstein | 4            | 1:12:35 |